# Лещаное
Лещаное — село в Воробьёвском районе Воронежской области России.
Входит в состав Воробьёвского сельского поселения.

## География
Находится в 13 километрах к юго-западу от села Воробьёвка.

## История
До села Лещаное существовал хутор Ковалёвский. В 1961 году указом Президиума Верховного Совета РСФСР поселок Воробьевской РТС и хутор Ковалевский, фактически слившиеся в один населенный пункт объединены в село Лещаное.
Основан хутор в 1868.
Хутор Ковалевский вошёл в состав Воробьёвского сельского Совета, затем решением президиума Воронежского облисполкома от 5 августа 1934 года Воробьёвский сельский Совет был разукрупнён на два: Первый сельсовет, объединяющий Первую Воробьёвку, Ковалевский и Воргулес, и Второй сельсовет.
Хутор Ковалевский рос и развивался. С 1930 года начала свою деятельность Воробьёвская МТС (машинно-тракторная станция), которую возглавил В. Г. Калачёв. Основная масса населения работала в МТС. В МТС была сосредоточена вся техника района, цель и задачи, которые стояли перед МТС – это оказание помощи в посеве, выращивании и уборке урожая.
В 1931 году в хуторе Ковалевский был образован колхоз «Десятый Октябрь». В последующем при укрупнении колхозов в начале 50-х влился в колхоз «Дружба» села Рудня.
В 1942-1945гг действовала «заготконтора», где принимали овощи (огурцы, помидоры и капусту), женщины засаливали в бочки и через Райпотребсоюз отправляли в города по железной дороге.
Рядом с железной дорогой была построена площадка для отгрузки: камня, который добывался на местном каменном карьере; мела, который привозили из сел, Рудня и Воробьёвка, отправляли в виде глыб на строительство; часть мололи, упаковывали в пакеты и отправляли — функционировал филиал Калачеевского завода стройматериалов (ЗСМ); сельскохозяйственных продуктов.
Через мелкооптовую базу, находящуюся на территории села Лещаное шла торговля стройматериалом, товарами народного потребления.
Ещё на территории Лещаного действовал «Заготскот», который занимался откармливанием свиней, КРС с последующей отправкой их по железной дороге в Москву. В 1964г – реорганизован в откормсовхоз «Бурурлиновский», с центральной усадьбой в городе Бутурлиновка. 1969г – в откормсовхоз «Луч» с присоединением х. Гринево. В 60-х годах XX века станция Воробьевка переименована в станцию Лещаное, а наименование станции Воробьевка получает разъезд Ширинкин.
В 50-х годах к востоку от села были разработаны песчаный, меловой каменный карьеры, к юго-востоку от села карьер красной глины. Наличие этих природных материалов послужило причиной строительства кирпичного завода, на базе которого образовалось объединение «Межколхозстрой», а затем реорганизовано в МПМК «Воробьевская».
Продукция кирпичного завода и добытые стройматериалы отправлялись в другие регионы на строительство поселков, ферм, школ, клубов. Села района разрастались. «Заготскот» в 1964 году реорганизован в откормсовхоз «Луч». Увеличилось производство сельхозпродукции. Началось массовое строительство жилья, что обеспечило приток переселенцев не только из близлежащих сел, но из дальних мест.
В 1987 году был образован Лещановский сельский совет.
В 1992-1993 годы - Лещаное было полностью заасфальтировано.
Хозяйственное развитие вызывало необходимость возникновения сферы здравоохранения и образования. Был открыт мед/пункт.
Школа в селе сначала была начальная, а затем с ростом и развитием села росла и школа. До 1953 года это было маленькое здание начальной школы, и называлась она Ковалевской. В 1953-54 годах школу реорганизовали в Ковалевскую семилетнюю. По его инициативе было начато строительство новой школы.В 1966 году уже называлась Лещановской, а с 1967 года школа стала средней.
В 1993 году была возведена пристройка к старому зданию школы.
В селе работает клуб и библиотека.
В селе есть памятник погибшим воинам-землякам, который был открыт 9 мая 1975 года, К тридцатилетию победы в Великой Отечественной войне.

## Население
| 2010 | 2012  | 2013  | 2014  |
| ---- | ----- | ----- | ----- |
| 1176 | ↘1129 | ↘1093 | ↘1062 |